# Cartoons on the Bay
 (janvier 2022).
La mise en forme du texte ne suit pas les recommandations de Wikipédia : il faut le « wikifier ».
Les points d'amélioration suivants sont les cas les plus fréquents. Le détail des points à revoir est peut-être précisé sur la page de discussion.
- Les titres sont pré-formatés par le logiciel. Ils ne sont ni en capitales, ni en gras.
- Le texte ne doit pas être écrit en capitales (les noms de famille non plus), ni en gras, ni en italique, ni en « petit »…
- Le gras n'est utilisé que pour surligner le titre de l'article dans l'introduction, une seule fois.
- L'italique est rarement utilisé : mots en langue étrangère, titres d'œuvres, noms de bateaux, etc.
- Les citations ne sont pas en italique mais en corps de texte normal. Elles sont entourées par des guillemets français : « et ».
- Les listes à puces sont à éviter, des paragraphes rédigés étant largement préférés. Les tableaux sont à réserver à la présentation de données structurées (résultats, etc.).
- Les appels de note de bas de page (petits chiffres en exposant, introduits par l'outil «  Source ») sont à placer entre la fin de phrase et le point final[comme ça].
- Les liens internes (vers d'autres articles de Wikipédia) sont à choisir avec parcimonie. Créez des liens vers des articles approfondissant le sujet. Les termes génériques sans rapport avec le sujet sont à éviter, ainsi que les répétitions de liens vers un même terme.
- Les liens externes sont à placer uniquement dans une section « Liens externes », à la fin de l'article. Ces liens sont à choisir avec parcimonie suivant les règles définies. Si un lien sert de source à l'article, son insertion dans le texte est à faire par les notes de bas de page.
- La présentation des références doit suivre les conventions bibliographiques. Il est recommandé d'utiliser les modèles {{Ouvrage}}, {{Chapitre}}, {{Article}}, {{Lien web}} et/ou {{Bibliographie}}. Le mode d'édition visuel peut mettre en forme automatiquement les références.
- Insérer une infobox (cadre d'informations à droite) n'est pas obligatoire pour parachever la mise en page.

Pour une aide détaillée, merci de consulter Aide:Wikification.
Si vous pensez que ces points ont été résolus, vous pouvez retirer ce bandeau et améliorer la mise en forme d'un autre article.
Cartoons on the Bay est un festival Italien international dédié à la télévision, au cinéma, à l'animation, et au cross-media, qui a été créé en 1995 par Gianpaolo Sodano qui en fut le premier président,,.
L'objectif du festival est de promouvoir l'activité des auteurs et producteurs du monde entier, en offrant l'opportunité de rencontrer des acheteurs, des distributeurs et des responsables de télévision.
Les Pulcinella sont des récompenses destinées à saluer l'excellence des productions internationales d'animation,,.
Il est organisé par le radiodiffuseur de service public RAI (Radiotelevisione italia S.p.A R (litt. Radio-télévision italienne), le principal groupe audiovisuel public italien.

## Histoire
Le festival a été organisé à Amalfi (à laquelle se réfère la baie mentionnée dans le nom du festival), puis Salerne, Rapallo, Santa Margherita Ligure, Portofino, Positano,Venise, et enfin Turin,,,,,,.
Les douze premières éditions ont été dirigées par Alfio Bastiancich, mais depuis 2009 c'est Roberto Genovesi qui, à travers deux nouvelles catégories en compétition et une série d'innovations éditoriales, l'a transformé en un festival d'animation multimédia renforçant ainsi sa relation avec les marchés internationaux.
Dans cette optique, en 2009, Cartoons on the Bay a récompensé Yoshiyuki Tomino (le père de Gundam) et Talus Taylor (le créateur de Barbapapa) pour leur carrière.
En 2010, les Lifetime Achievement Awards sont allés à Don Bluth et Guido Manuli.
En 2011, le prix Pulcinella pour l'ensemble de sa carrière a été décerné à Mauricio de Sousa et Warren Spector. Le prix spécial Pulcinella a également été créé dans la même édition : le premier à le recevoir a été Carlos Saldanha, réalisateur de L'Age de glace 2, l'Age de glace 3 et Rio.
En 2012, le Lifetime Achievement Award a été décerné à Enzo D'Alò et Ian Livingstone.

## Catégories
Dans ces différentes sections sont appelées à participer des œuvres d'animation de toute nationalité répondant à la définition de l' Association Internationale du Film d'Animation : séries, séries pilotes, spéciaux et courts métrages mais aussi animations interactives et projets cross-média.
Les catégories en compétitions sont :
- Série préscolaires
- Série enfants
- Série ados
- Série jeunes adultes
- Pilote de séries télévisées
- Court-métrage
- Projet cross-média
- Programme social et éducatif
- Animation interactive
- Publicité

Pour chacun, un jury international identifie les meilleures œuvres qui sont récompensées par le prix Pulcinella.
Depuis 2009, Cartoons on the Bay a créé les Harlequin Awards pour les œuvres d'animation basées sur des livres et des jeux vidéo.
Des grands prix sont ensuite décernés au personnage de l'année, à la série de l'année et au programme européen de l'année.

## Récompenses
- Série préscolaire
  - 2018 : Ernest et Célestine, La collection, produit par Folivari et Mélusine Productions
  - 2019: Becca's Bunch, par Alan Shannon pour Jam Media
  - 2020 : Lupin's Tales, produit par Xilam Animation, studio d'animation Maga et Rai Ragazzi
  - 2021 : The Game Catchers, produit par Rai Ragazzi et Studio Bozzetto
- Série enfants
  - 2018 : Pipas & Douglas, produit par Hari Productions
  - 2019 : Arthur et les enfants de la table ronde, de Jean-Luc François pour Blue Spirit Productions
  - 2020 : Urban Legends, produit par KecskemŽtÞlm Kft.
  - 2021 : Gigablaster, produit par Gloob, Copa Studio, Estricnina Desenhos Animados
- Série préscolaire supérieure
  - 2018 : Les Crumpets, produit par 4.21 Productions
  - 2019 : Gigantosaurus, d'Olivier Lelardoux pour Cyber Group Studios (en collaboration avec Rai Ragazzi)
  - 2020 : Topo Gigio, produit par Topo Gigio Srl, Movimenti Production Srl et Rai Ragazzi
  - 2021 : Nina & Olga, produit par Rai Ragazzi, Enanimation, Mondo Tv Producciones Canarias
- Média interactif
  - 2018 : Cuphead, réalisé par Studio MDHR
  - 2019 : Detroit : Become Human, réalisé par Quantic Dream
  - 2020 : Death Stranding, réalisé par Kojima Productions Co.
  - 2021 : Little Nightmares 2, réalisé par Tarsier Studios
- Prise de vue réelle / Hybride
  - 2018 : Les Papernautes
  - 2019 : Jams, d'Alessandro Celli, produit par Rai Ragazzi et Stand By Me
  - 2020 : Endlings, produit par Sinking Ship Entertainment
  - 2021 : Whatsanna, produit par KidsMe Srl
- Pilote de télévision
  - 2018 : Mumfie, produit par Zodiak Kids, Rai Ragazzi et Animoka.
  - 2019 : Freek Quartier, produit par Grid Animation
  - 2020 : We are family, produit par TeamTO
  - 2021 : AquaTeam - Sea Adventure, produit par Rai et GraFFiti Creative
- Court-métrage
  - 2018 : Tweet-tweet, de Zhanna Bekmambetova
  - 2019 : The Fox, de Sadegh Javadi pour Iran-Documentary & Experimental Film Center
  - 2020 : L'escargot et la baleine, produit par Magic Light Pictures
  - 2021 : Mila, produit par Rai Ragazzi, Pixel Cartoon, IbiscusMedia, Cinesite, Aniventure
- Long métrage d'animation
  - 2018 : La tortue rouge, de Michael Durok De Witt et produit par Studio Ghibli, Wild Bunch Why Not Productions
  - 2019 : Miraï, ma petite sœur, de Mamoru Hosoda et produit par Studio Chizu
  - 2020 : La fameuse invasion des ours en Sicile, de Lorenzo Mattotti et produit par Indigo Film srl, Prima Linea Productions, Rai Cinema et Path® Films
  - 2021 : The Wolfwalkers, de Tomm Moore et Ross Stewart et produit par Cartoon Saloon
- Meilleur dessin animé VR
  - 2018 : Là Camila, de Jak Wilmot
- Meilleure direction
  - 2020 : Zabou Breitman et Eléa Gobbé-Mévellec pour Les Hirondelles de Kaboul (Les armateurs)
  - 2021: Poubelle (Al One)
- Meilleur scénario
  - 2020: Buñuel en el laberinto de las tortugas (Sygnatia Sl)
  - 2021 : Félix et le Trésor de Morgäa (10th Ave Productions)
- Meilleure animation
  - 2020 : Chiens arctiques (Ambi Media Group)
  - 2021: Déni absolu (Bridge Way Films, Films de déni absolu)
- Meilleure bande-son
  - 2020: Lava (Crudo Films)
  - 2021: Yaya et Lennie - The Walking Liberty (Mad Entertainment, Rai Cinema)
- Pulcinella Ciak d'Oro
  - 2020 : Lava (Crudo Films).
- Prix d'excellence Pulcinella pour l'ensemble de sa carrière
  - 2009 : Yoshiyuki Tomino et Talus Taylor
  - 2010 : Don Bluth et Guido Manuli
  - 2011 : Mauricio de Sousa et Warren Spector
  - 2012 : Enzo D'Alò et Ian Livingstone
  - 2020 : Altan
- Prix spécial Pulcinella
  - 2011 : Carlos Saldanha
- Prix Unicef
  - 2020 : Lightbulb and Candy dans le royaume magique de la Zampa, produit par Animundi Srl et Rai Ragazzi
  - 2021: Only a Child, produit par  Amka Films Productions
- Récompenses de migration
  - 2020 : Rêves dans les profondeurs, produit par l'Iranien Hozeye honari Kurdestan de Traovince
- Prix Sergio Bonelli
  - 2022: Carlos Grangel et À découper suivant les pointillés

- temple de la renommée
  - 2020 : Guido Manuli et Don Bluth
  - 2021 : Fusako Yusaki

## Lieux
- Amalfi (1996-1997)
- Positano (1999-2006)
- Salerne (2007-2008)
- Rapallo (2009-2012), Santa Margherita Ligure (2009-2011) et Portofino (2009-2011)
- Venise (2014-2016)
- Turin (2017-2019)
- En ligne uniquement en raison de la pandémie (2020)
- L'Aquila est en ligne (2021)
- Pescara (initialement désignée pour accueillir l'édition 2020, puis diffusée exclusivement en ligne sur RaiPlay en raison de la pandémie de COVID-19 en Italie, puis reportée à l'édition 2022)  (2022-)